# زبان آنگیکا
زبان آنگیکا (अंगिका) از زبان‌های هندوآریایی است که در ایالت‌های بیهار و جارکند و بنگال غربی گویشورانی دارد. خاستگاه این زبان منطقهٔ آنگا است. آنگیکازبانان جز هند در نپال، ویتنام، کامبوج، مالزی و دیگر کشورهای آسیای جنوب شرقی نیز می‌زیند. همچنین گروه‌های بزرگی از گویشوران این زبان ساکن بریتانیا، ایالات متحده آمریکا و کشورهای عربی خلیج فارساند.
امروزه از خط دیواناگری برای نگارش آنگیکا بهره‌می‌برند. این زبان از لحاظ ساختار فعل شباهت با زبان بنگالی دارد.